# Thierry Boon
 (octobre 2024).
Thierry Boon, né le 3 décembre 1944 à Kessel-Lo, est un scientifique belge, ancien directeur de la branche Ludwig Cancer Research en Belgique et de l'institut De Duve et professeur à l'Université Catholique de Louvain. Il a observé que les cellules tumorales qui ont acquis de nouvelles mutations à la suite d'un traitement mutagène in vitro, deviennent souvent incapables de former des tumeurs parce qu'elles expriment de nouveaux antigènes reconnus par les cellules T du système immunitaire. Ses recherches lui ont permis d’isoler les gènes codant pour ces soi-disant antigènes tumoraux. Il est membre du Conseil consultatif scientifique du Cancer Research Institute, de la National Academy of Sciences et de la l'Academy of Cancer Immunology.

## Récompenses
- 1986 : Prix Rik & Nel Wouters
- 1986 : Prix De Vooght en immunologie
- 1987 : Prix William B. Coley du Cancer Research Institute
- 1990 : Prix de recherche sur le cancer du Dr Josef Steiner
- 1990 : Prix Francqui en sciences biologiques et médicales
- 1994 : Prix Louis-Jeantet de médecine
- 1994 : Prix commémoratif du rabbin Shai Shacknai en immunologie et recherche sur le cancer
- 1995 : Prix Sandoz en immunologie
- 1999 : Prix Léopold Griffuel
- 2021 : Docteur honoris causa de la Vrije Universiteit Brussel et de l'Hôpital universitaire de Bruxelles